# Templo de Kirtland
El Templo de Kirtland es un edificio religioso, hito histórico nacional y lugar inscrito en el Registro Nacional de Lugares Históricos de los Estados Unidos. Fue uno de los templos construidos y operados por la Iglesia de Jesucristo de los Santos de los Últimos Días en el siglo XIX, siendo el primero construido por el Movimiento de los Santos de los Últimos Días, ubicado en Kirtland (Ohio). Terminado en 1836, fue el único cuya construcción se completó durante la vida de Joseph Smith, fundador del movimiento. El templo fue dedicado el 27 de marzo de 1836 por Smith y al que asistieron unas mil personas.
El Templo de Kirtland se encuentra en una colina al noreste de Ohio, a unos 25 kilómetros al este de la ciudad de Cleveland, con vistas al valle Chagrin. El diseño es mezcla de los estilos arquitectónicos federal, griego y gótico. Anteriormente, el templo era propiedad de la iglesia Comunidad de Cristo, pero el 5 de marzo de 2024 la Iglesia de Jesucristo de los Santos de los Últimos Días compró varios sitios históricos, incluyendo este templo.

## Historia
Para 1832, la ciudad de Kirtland era el lugar donde se asentaba la cabecera de la iglesia SUD. Smith y miembros de su Primera Presidencia aseguraron a sus fieles que en una serie de visiones fueron detallados los planos para la construcción de un templo al que denominaban la Casa del Señor. Detalles de la inspiración relacionada con la construcción del nuevo edificio religioso en Kirtland son parte esencial de la sección 88 publicada en la Doctrina y Convenios tanto de la Iglesia SUD como de la Comunidad de Cristo. Se planearon templos de diseño casi idéntico aproximadamente en el mismo período de tiempo en Misuri en Temple Lot (en Independence), Far West y Adam-ondi-Ahman. Sin embargo, ninguno se construyó debido a la Guerra Mormona de 1838 que desalojó a los religiosos del 
estado. 
La propiedad cambió de dueños debido a conflictos en Ohio y Misuri, llegando a su apogeo después del martirio de Smith en 1844. Varios líderes de la época iniciaron demandas a la iglesia intentando tomar control del templo, incitando muchas batallas legales que duraron gran parte del final del siglo XIX.[cita requerida] En 1901, la Iglesia Reorganizada de Jesucristo de los Santos de los Últimos Días (conocida ahora como Comunidad de Cristo) obtuvo legalmente la propiedad y ha trabajado desde entonces para preservar el templo en beneficio de quienes están conectados con la historia y el patrimonio del Movimiento de los Santos de los Últimos Días.
A diferencia del Templo de Nauvoo construido más tarde, el Templo de Kirtland nunca fue destruido ni quemado. Las mismas piedras de la construcción original todavía están en su lugar hoy. Aunque la mayoría de los miembros de la iglesia SUD abandonaron el área de Kirtland para ir a Misuri en 1838, la iglesia nunca abandonó por completo el Templo de Kirtland. Desde sus inicios hasta el día de hoy, siempre ha estado en posesión de miembros de los movimientos originales y cismáticos Santos de los Últimos Días. Ha sido un lugar de culto y un símbolo del movimiento desde su inauguración en 1836.

## Construcción
Los planes para la construcción del templo en la población de Kirtland fueron discutidos y luego anunciados durante sesiones de la «Escuela de Profetas» en el piso superior de la tienda de Newel K. Whitney en diciembre de 1832. La Escuela de Profetas era el antecedente a la actual ceremonia de la investidura, ordenanza efectuada solo en los templos de la iglesia.
Tras el anuncio público el 27 de diciembre, la iglesia decidió construir el nuevo templo en un terreno destinado a incluir un complejo de varios edificios, incluyendo un edificio para la presidencia de la iglesia, una capilla y un edificio para impresión de libros y folletos proselitistas. La ceremonia de la primera palada ocurrió el 5 de mayo de 1833. A pesar de la pobreza entre los fieles del movimiento SUD en Kirtland y persistente persecución por enemigos del movimiento, el templo fue construido en los tres años subsiguientes a su anuncio, siendo dedicado en marzo de 1836. George A. Smith y Heber C. Kimball citaron que la construcción del templo a menudo ocurría con una pala en una mano y pistola en la otra. La piedra angular fue colocada el 23 de junio de 1833 presidida por Smith. La construcción se vio desafiada por envío de los hombres de la nueva iglesia Misuri como parte del Batallón Mormón. Ultimadamente solo los hombres de edad mayor, las mujeres y los niños se enfocaron los esfuerzos en la construcción del templo por su naturaleza sagrada, mientras que otros proyectos vecinos fueron cancelados.
La construcción comenzó extrayendo piedra arenisca Berea de la base de la montaña Gildersleeve y recogiendo madera de los alrededores de Kirtland, particularmente de los pozos de grava en el lado opuesto del monte Gildersleeve a lo largo de Hobart Road. Los miembros del Movimiento de los Santos de los Últimos Días donaron mano de obra y materiales de construcción, incluido vidrio y cerámica, que se molió hasta convertirla en estuco. Mientras que los hombres de Kirtland trabajaban bajo el liderazgo de Smith en la construcción del templo, su esposa Emma Smith lideraba a las mujeres en la costura de ropa para los trabajadores, telas decorativas para el interior del templo, así como comidas durante las jornadas de labores.
El templo de Kirtland no era originalmente blanco en el exterior como lo es hoy. El exterior original era de un gris azulado según reporte de un ministro local en la década de 1830. Se cree que el techo era rojo y las puertas de entrada verde oliva. Actualmente, solo las puertas tienen el color original. Los frontones, buhardillas y la torre estaban enmarcados. El techo original estaba cubierto con tejas de madera hechas a mano. La moldura exterior alrededor de las aberturas de puertas y ventanas es de piedra en largos tramos prolijamente labrada con precisión. La construcción del armazón interior es de material tallado y aserrado siguiendo la pesada construcción habitual de esa época. La moldura interior, escaleras, bancas, púlpitos, puertas son de maderas nativas talladas y moldeadas a mano.: 11 
Para 1834, las paredes del templo se habían erguido. El eje largo del edificio se encuentra en orientación este a oeste con el frente orientado hacia el este. Los muros exteriores hasta la línea de la cornisa son de piedra, revestidos, con excepción de la piedra observable por encima de la tierra de la fundación, las cuñas de piedra en las esquinas y el friso de piedra de la cornisa con yeso estucado que contiene trozos de vidrios rotos, loza, entre otros, recogidos según la tradición de la iglesia por las mujeres de la comunidad para producir así un brillo en las superficies de las paredes.: 11  Para fines de 1835 y comienzos de 1836 se terminaron suficientes detalles del edificio que empezó a ser usado por los fieles aun cuando no estaba del todo completado en su construcción. El costo del templo fue reportado Heber C. Kimball entre $60-70 mil.: 100  Según la historia económica de Leonard J. Arrington del movimiento de los Santos de los Últimos Días, Reino de la Gran Cuenca, el templo terminado había costado 40 000 dólares.

## Diseño

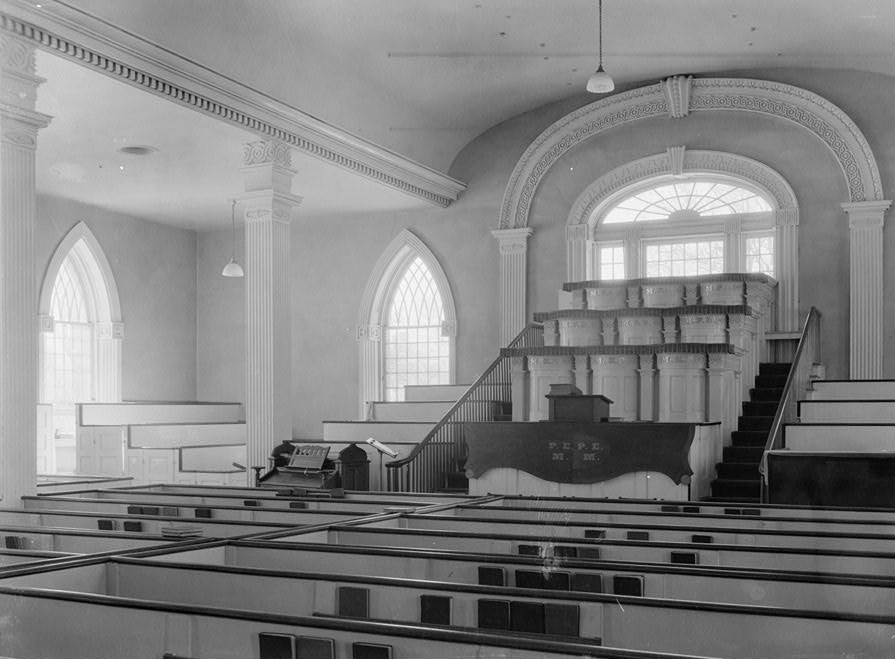
Vista del interior del primer piso del templo de la ciudad de Kirtland.

El diseño del Templo de Kirtland fue presentado por el mismo Joseph Smith con modificaciones menores por sus consejeros. El templo es de dos pisos, ambas de 22 pies (6,7 m) de altura. Incluía una sala amplia en el piso inferior dedicado para servicios de adoración y una en el piso superior para la educación en teología restauracionista. Al hacer el anuncio público, tanto Smith como Frederick G. Williams reportaron haber recibido las instrucciones del diseño por revelación divina.
El diseño interior del templo mide 17 metros de ancho por 20 metros de largo. El exterior del templo es de arenisca y piedra caliza obtenida de una cantera a pocos kilómetros de Kirtland. El diseño exterior del Templo de Kirtland guarda parecido con otras iglesias de la era en Nueva Inglaterra, siendo el diseño interior el que lo distingue de otros edificios religiosos de la época. Para darle al esmalte exterior una apariencia brillante, las mujeres contribuyeron con cristalería para que se rompiera en pedazos y se aplicara al yeso externo. 
El interior del templo está constituido alrededor de dos púlpitos que tienen cuatro niveles y están ubicados en ambos extremos del auditorio,: 11  el único templo SUD con púlpitos en el centro de su estructura interior. Los púlpitos del extremo occidente del templo fueron designados para uso del orden del Sacerdocio de Melquisedec, mientras que los del este eran para el uso del Sacerdocio Aarónico. Cada púlpito esá etiquetado con letras que representaban el oficio del sacerdocio que el individuo sentado a ese nivel ocupaba en ese entonces. Estas iniciales ayudaron a los miembros de la Iglesia a entender la autoridad relativa del sacerdocio.

### Simbolismo
Como es tradicional en la teología SUD, los templos están decorados con detalles simbólicos cristianos y hebreos. El templo de Kirtland fue igualmente construido con detalles simbólicos a lo largo de su diseño. El exterior del templo carece de mayor simbología mientras que en el interior abundan. El símbolo del laberinto, comunes en las iglesias y catedrales cristianas como símbolo del serpenteante viaje por la vida, decora el interior templo de Kirtland. El confalón o gonfalón es una especie de estandartes religioso con raíces a la letra hebrea shin, también se puede ver alrededor del interior del templo de Kirtland. Otros símbolos frecuentes incluyen espirales y cuadrados concéntricos.

## Dedicación
El templo de Kirtland fue dedicado en medio de festividades comunitarias que duraron una semana y concluyó con un servicio siete horas de duración el 27 de marzo de 1836.: 112  La iglesia reportó que unas mil personas asistieron a la reunión dedicatoria y se inauguraron por primera vez los ritos relacionados con la dedicación tradicional de los templos SUD en el presente, incluyendo el grito de Hosanna y cantos de himnos escritos por William W. Phelps incluyendo "El Espíritu de Dios" y Adán-ondi-Ahmán. Después de un sermón de dos horas y media dado por el líder de la iglesia Sidney Rigdon, Smith ofreció una oración dedicatoria que había sido preparada por un comité de líderes de la iglesia, que indicó que le fue dada a modo de revelación divina. Smith presentó el asunto de la dedicación del templo a los hombres de la congregación para aprobación de la dedicación como eclesiásticamente genuina, recibiendo la aprobación unánime de sus devotos.: 113 
El templo de Kirtland es el único templo SUD en la que se hacen alusiones a eventos que correlacionan con la efusión del Espíritu Santo al estilo pentecostés del Nuevo Testamento. Smith y otros seguidores reportaron revelaciones durante el servicio dedicatorio, incluyendo la aparición de ángeles como Elías, Jesús de Nazaret, Simón Pedro y Juan el Apóstol. Se informó que otros dos líderes de la iglesia, Brigham Young y David W. Patten, habrían hablado en lenguas después de la oración dedicatoria. En el folclore mormón se establece que la aparición de estos eventos extraordinarios fueron evidencia de la aprobación divina de la construcción y operación del templo de Kirtland.: 114  El mismo día de la dedicación, Smith instituyó la ceremonia del lavamiento de pies, que no perpetuó como parte de las ceremonias de los templos actuales.: 114  De la misma manera, la casi inmediata intensificación de las hostilidades por los vecinos de la comarca es visto como verificación de que las fuerzas de las tinieblas se oponían la aparición del templo religioso con mayor fuerza.: 116 
El templo de Kirtland era un lugar ceremonial aunque no se había instituido la investidura como parte de la obra del templo. En preparación para la futura instalación de la investidura como ceremonia eclesiástica, los fieles asistían al templo de Kirtland para realizar lavamientos y unciones en simbolismo a su purificación personal. Smith, quien instituyó los ritos, quiso establecer la ceremonia como evento anual, repitiendose solo una vez más en 1837 previo al éxodo a Nauvoo. La Casa de Investiduras en Utah fue el primer edificio diseñado exclusivamente para las necesidades de la administración de investiduras y sellamientos matrimoniales.

## Secesión
Varios eventos ocurrieron poco después de la dedicación del templo de Kirtland que conllevó al primer grupo de divisiones del Movimiento de los Santos de los Últimos Días. Warren Parrish, previamente un ministro protestante, se separó de Smith con un importante grupo de seguidores. En una reunión ocurrida en el templo, Parrish y algunos de sus fieles entraron armados de pistolas y cuchillos estilo Bowie. Al comenzar la reunión, uno de los seguidores de Parrish interrumpió a voz alta desde el extremo opuesto del púlpito del Sacerdocio de Melquisedec. Joseph Smith, padre, hizo llamado a la intervención policial al no poder calmar los protestantes quienes intentaron hacer uso de sus armas. No se reportaron heridos durante la trifulca. Al volver Joseph Smith a Kirtland, Parrish y el sujeto del primer incidente, John F. Boynton, y el abogado de ellos Frederick G. Williams fueron acusados de fraude del banco local.: 42  En otra reunión en el templo Parrish y su grupo amenazaron a muerte al hermano de Smith, William, en medio de otro alboroto dentro del templo. Parrish y su grupo se separaron del movimiento con la intención de unir al nuevo grupo el resto de las comunidades protestantes. Brevemente, Parrish y Boynton tomaron posesión de la propiedad del templo. Aproximadamente 5 años después, Parrish se había instalado como predicador bautista en Illinois. Boynton volvió a la iglesia en Nauvoo y luego en Salt Lake City para luego mudarse a Nueva York donde se formó como inventor.

## Propietarios
El tiempo de Smith en Kirtland fue limitado después de que el templo fuese dedicado. En 1837, Smith se involucró con la fundación de un banco conocido como Kirtland Safety Society. La quiebra de este banco fue un factor que provocó un cisma entre los seguidores de Smith en Kirtland. Los disidentes fueron dirigidos por Warren Parrish, exsecretario de Smith, e incluía a Martin Harris, uno de los Tres Testigos del Libro de Mormón. El grupo de Parrish tomó el control del templo y otras propiedades de la iglesia. A principios de 1838, Smith se vio obligado a huir del estado y se mudó a Far West, Misuri, con centenares de fieles. Después de que los pioneros mormones se mudaron al territorio de Utah en 1838, el templo fue utilizado por el Seminario de Maestros de la Reserva Occidental. El grupo de Parrish se disolvió y para 1841 los Santos de los Últimos Días que quedaban en Kirtland habían vuelto a estar en comunión con el cuerpo principal de la iglesia, que posteriormente se había trasladado a Nauvoo, Illinois.
Seguido la muerte de Smith por una turba enemiga, Kirtland se vio por un período de confusión en la que tanto los líderes de las facciones rivales compitieron por el control del templo. En 1845, los Santos de los Últimos Días en Kirtland, bajo el liderazgo de S. B. Stoddard, Leonard Rich y Jacob Bump organizaron su propia iglesia en oposición a las de Brigham Young, James J. Strang, entre otros líderes. Este grupo más tarde se fusionó con una facción dirigida por William E. McLellin, cuyo presidente era David Whitmer, uno de los Tres Testigos.
Para 1848, otra facción de Santos de los Últimos Días dirigida por Hazen Aldrich y James Collin Brewster se organizó en Kirtland y mantuvo el control del templo. Esta facción también se disolvió con el tiempo y la mayoría de los fieles que permanecían en Kirtland finalmente se unieron a la Comunidad de Cristo, para entonces conocida como la Iglesia de Jesucristo de los Santos de los Últimos Días, agregando la palabra Reorganizada a su nombre en 1872 y dirigida por Joseph Smith III. En 1860, un tribunal testamentario de Ohio vendió el Templo de Kirtland como un medio para pagar algunas de las deudas que eran propiedad de la herencia de José Smith. Su hijo, Smith III junto a Mark Hill Forscutt compraron una escritura de cesión al templo en 1874.
En 1880, la Iglesia Reorganizada comenzó una batalla legal a favor del templo, en un intento de obtener un título legal claro para el edificio. La opinión de la corte declaró que la Iglesia Reorganizada era la sucesora legal de la iglesia original en Kirtland, pero finalmente desestimó el caso. Aunque el caso no tenía ningún significado legal, la Comunidad de Cristo se aseguró de la propiedad del templo a través de la posesión adversa en 1901.
La congregación local de la Comunidad de Cristo se reunió en el edificio con regularidad para el culto dominical hasta la década de 1950. Debido a preocupaciones de preservación, se construyó una nueva iglesia en el lado opuesto de la calle para la congregación local y el templo recibió administración y financiamiento más directas de la iglesia mundial. Fuentes citan que el templo fue utilizado como granero para sus animales, en vista que los beneficiarios del éxodo de los mormones de Ohio no necesitaban una casa de culto tan grande como el templo. Hicieron un camino de entrada inclinado al sótano, usando esa gran habitación como refugio para las vacas lecheras de la comunidad durante los meses de invierno mientras llenaban de ovejas la sala de la planta baja.
Actualmente con la compra por parte de la rama mayoritaria del movimiento santo de los últimos días, o sea Iglesia de Jesucristo de los Santos de los Últimos Días, ha pasado a ser la propietaria oficial conforme lo anunciado el día 5 de marzo del 2024, a través de la página oficial de la iglesia y también de la Comunidad de Cristo. 

## Actualidad
Cada año decenas de miles hacen turismo en el templo y la vecina villa histórica de Kirtland en el extremo oeste del templo la cual es propiedad de La Iglesia de Jesucristo de los Santos de los Últimos Días. Cerca del 90% de los visitantes del templo y la villa histórica son fieles de la Iglesia SUD. La Comunidad de Cristo se sirve de guías para las giras del templo y la Iglesia de Jesucristo de los Santos de los Últimos Días asigna misioneros para la villa histórica. El Templo se encuentra sobre la calle Chillicothe opuesto a la capilla de la Comunidad de Cristo en Kirtland. Miembros de varias tradiciones de los Santos de los Últimos Días también viajan al templo para celebrar 50 o 60 servicios de culto y eventos educativos cada año. También hay servicio relacionados al Día de Acción de Gracias, Navidad, y servicios de Semana Santa que se celebran en el templo cada año.
Acompañan al templo en el mismo terreno un centro de formación espiritual y un centro de visitantes abierto para el público con énfasis en la historia y enseñanzas de la Comunidad de Cristo. Este centro, inaugurado en marzo de 2007 y dedicado el 9 de junio de 2007, aumenta el culto y los ministerios educativos y administrativos del Templo, proporcionando espacio de aulas, espacio de culto, un teatro de usos múltiples, oficinas, y exposiciones históricas y contemporáneas relacionadas con el Templo, con el Movimiento de los Santos de los Últimos Días y con la Comunidad de Cristo. El diseño básico del centro ha sido descrito por algunos como reflejando una paloma. El centro refleja diversas características del Templo es en el aspecto visual. Todos los viernes a mediodía, en el Centro de Formación Espiritual de la Oración por la Paz de los viernes que se celebra se basa en la Oración Diaria por la Paz en el Templo de la Independencia.